# 6-Stunden-Rennen von Riverside 1979

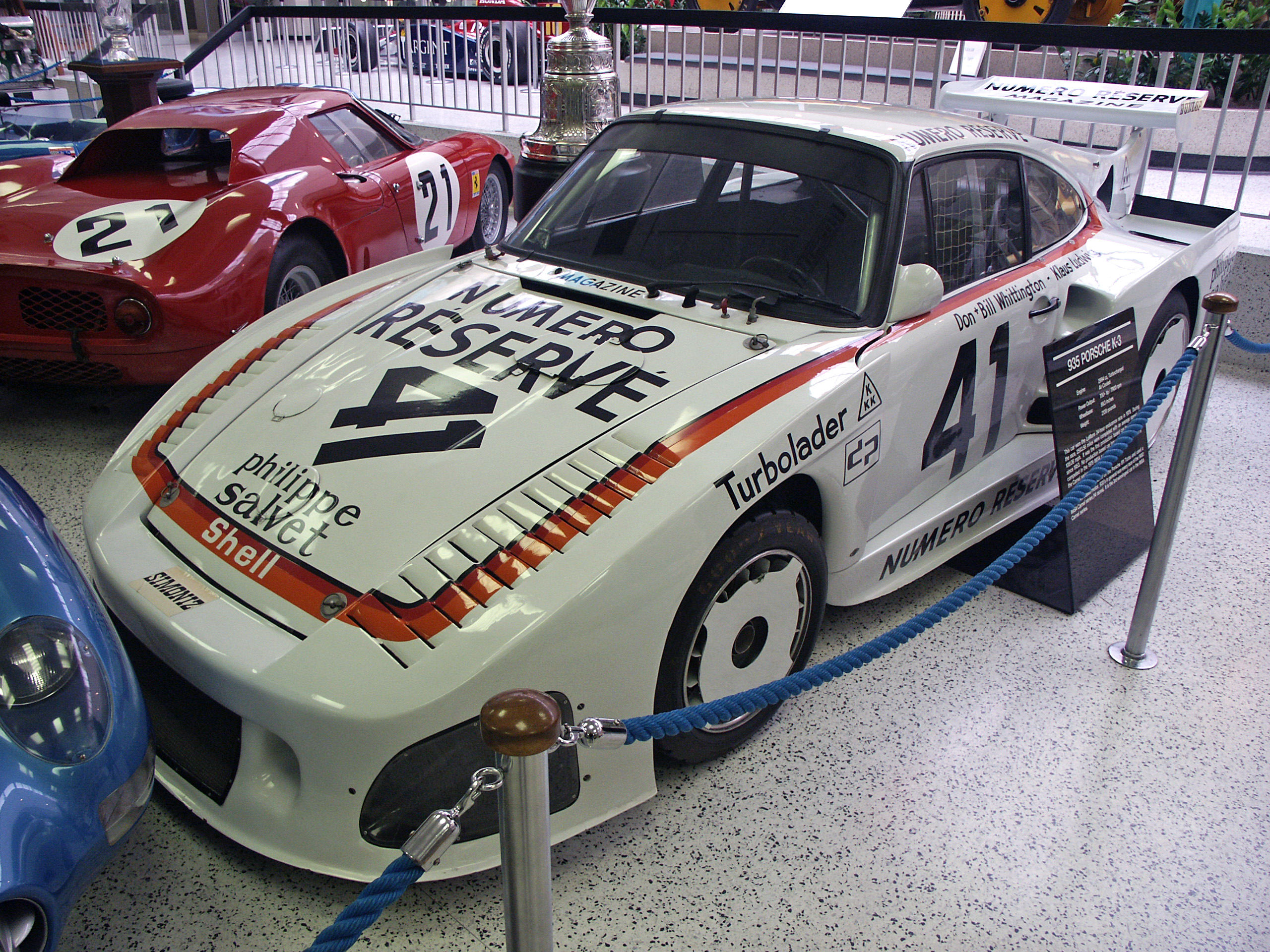
Porsche 935/79 der Whittington-Brüder

Das 6-Stunden-Rennen von Riverside 1979, auch Los Angeles Times Grand Prix of Endurance, Riverside International Speedway, fand am 22. April auf dem Riverside International Raceway statt. Das Rennen war der sechste Wertungslauf der Sportwagen-Weltmeisterschaft dieses Jahres.

## Das Rennen
Die Veranstaltung in Riverside unterschied sich wesentlich von den Rennen der World-Challenge der Langstreckenfahrer in Talladega und Daytona. Da das Rennen auch zur IMSA-GT-Serie zählte, war das Starterfeld größer und weit prominenter besetzt. Auch die Rennen der Marken-Weltmeisterschaft erreichten keine ähnlich hohe Teilnehmerzahl.
Es war ein Rennen der Porsche 935, die die ersten sechs Plätze des Gesamtklassements einnahmen. Bester Nicht-Porsche war hinter zwei Carrera und einem weiteren 935 der Datsun 280ZX von Don Devendorf und Tony Adamowicz an der zehnten Stelle der Gesamtwertung. Gesamtsieger wurden Don und Bill Whittington mit einem Vorsprung von 1 Minute und 30 Sekunden auf John Paul junior und Al Holbert.

## Ergebnisse

### Schlussklassement
| 1               | GTX | 94  | Whittington Brothers Racing   | Don Whittington Bill Whittington               | Porsche 935/79      | 195 |
| 2               | GTX | 18  | JLP Racing                    | John Paul junior Al Holbert                    | Porsche 935 JLP-1   | 195 |
| 3               | GTX | 16  | Vasek Polak                   | George Follmer Brett Lunger Derek Bell         | Porsche 935/77A     | 189 |
| 4               | GTX | 9   | Dick Barbour Racing           | Rob McFarlin Roy Woods Bob Akin                | Porsche 935         | 189 |
| 5               | GTX | 59  | Brumos Porsche                | Peter Gregg Klaus Ludwig                       | Porsche 935/79      | 185 |
| 6               | GTX | 6   | Dick Barbour Racing           | Rolf Stommelen Brian Redman Dick Barbour       | Porsche 935/77A     | 183 |
| 7               | GTO | 07  | Morrison's                    | Dave Cowart Kenper Miller                      | Porsche Carrera     | 181 |
| 8               | GTO | 54  | Montura Racing                | Tony Garcia Terry Herman                       | Porsche Carrera RSR | 181 |
| 9               | GTX | 4   | Dick Barbour Racing           | Skeeter McKitterick Bob Garretson Gary Belcher | Porsche 935         | 179 |
| 10              | GTU | 83  | Electramotive                 | Don Devendorf Tony Adamowicz                   | Datsun 280ZX        | 178 |
| 11              | GTO | 23  | Cerwin-Vega                   | Jim Cook Robert Kirby                          | Porsche Carrera     | 176 |
| 12              | GTU | 79  | Sports Ltd. Racing            | Bob Bergstrom Brad Frisselle                   | Mazda RX-7          | 175 |
| 13              | GTU | 62  | Koll Motor Sports             | Bill Koll Bill Bean                            | Porsche 914/6       | 174 |
| 14              | GTU | 77  | Roger Mandeville              | Roger Mandeville Jim Downing                   | Mazda RX-7          | 174 |
| 15              | GTX |     | Vasek Polak                   | Steve Earle Pete Smith                         | Porsche Carrera     | 173 |
| 16              | GTO | 46  | de Narvaez Racing             | Mauricio de Narváez Albert Naon                | Porsche Carrera RSR | 173 |
| 17              | GTX | 24  | Tom Frank                     | Tom Frank Ralph Kent-Cooke                     | Chevrolet Monza     | 172 |
| 18              | GTU | 35  | JLC Racing                    | Stu Fisher Ed Parks                            | Mazda RX-7          | 171 |
| 19              | GTU | 7   | Walt Bohren Racing            | Walt Bohren Ron Cortez                         | Mazda RX-7          | 171 |
| 20              | GTU | 06  | Darrel Overstreet             | Jon Milledge Darrel Overstreet                 | Porsche 914/6       | 170 |
| 21              | GTU | 60  | E. J. Pruitt                  | Rusty Bond Ren Tilton                          | Porsche 911         | 167 |
| 22              | GTU | 82  | Schneider Autohaus            | Rodd Harrison William Brewster                 | Porsche 914/6       | 164 |
| 23              | GTO | 56  | Rick Borlase                  | Rick Borlase Don Kravig                        | Porsche 911         | 158 |
| 24              | GTU | 39  | Barrick Motor Racing          | Cliff Hansen John Higgins                      | Porsche 911         | 156 |
| 25              | GTO | 32  | Luis Botero                   | Honorato Espinosa Francisco Lopez Jorge Cortes | Porsche Carrera     | 152 |
| 26              | GTO | 38  | Boricua Racing                | Tato Ferrer Bonky Fernandez                    | Porsche Carrera RSR | 143 |
| 27              | GTU | 8   | Automobile International      | Anatoly Arutunoff José Marina                  | Lancia Stratos      | 141 |
| 28              | GTX | 10  | Otis Chandler                 | Otis Chandler John Thomas                      | Porsche 935/79      | 136 |
| 29              | GTU | 17  | Racing Beat                   | Jeff Kline Jim Mederer                         | Mazda RX-7          | 113 |
| Ausgefallen     |     |     |                               |                                                |                     |     |
| 30              | GTO |     | Alan Johnson                  | Howard Meister Rick Knoop                      | Porsche Carrera RSR | 166 |
| 31              | GTU | 64  | Dennis Aase                   | Dennis Aase Alan Johnson                       | Porsche 911         | 127 |
| 32              | GTU | 52  | Personalized Autohaus         | Wayne Baker Tom Winters                        | Porsche 914/4       | 123 |
| 33              | GTU | 52  | Kurt Roehrig                  | Dave White Pat Bedard                          | BMW 320i            | 113 |
| 34              | GTX | 00  | Interscope Racing             | Ted Field Milt Minter                          | Porsche 935/77A     | 100 |
| 35              | GTX | 09  | Thunderbird Swap Shop         | Bob Bondurant Preston Henn                     | Porsche 935/77A     | 99  |
| 36              | GTO | 49  | Autodyne                      | Phil Currin John Carusso                       | Chevrolet Corvette  | 90  |
| 37              | GTX | 5   | Busch Beer Racing             | Charles Mendez Paul Miller                     | Porsche 935         | 88  |
| 38              | GTX | 2   | McLaren North America         | Manfred Winkelhock David Hobbs                 | BMW 320i Turbo      | 55  |
| 39              | GTX | 19  | Chris Cord                    | Chris Cord Jim Adams                           | Chevrolet Monza     | 48  |
| 40              | GTU | 48  | Frank Leary                   | Frank Leary Casey Mollett                      | Datsun 240Z         | 42  |
| 41              | GTU | 25  | Metal Craft Racing            | Bob Zulkowski Bernie Storc                     | Porsche 914/6       | 42  |
| 42              | GTX | 30  | Electrodyne Moretti           | Giampiero Moretti Hurley Haywood               | Porsche 935/79      | 41  |
| 43              | GTU | 34  | Craig Richie                  | Craig Richie Jeff Scott Mike Miller            | Porsche 911         | 40  |
| 44              | GTO | 37  | Doug Rippie                   | Gerry Wellik Doug Rippie                       | Chevrolet Corvette  | 39  |
| 45              | GTU | 33  | Bob Sharp Racing              | Sam Posey Paul Newman                          | Datsun 280ZX        | 37  |
| 46              | GTO | 26  | John Ware                     | John Ware Tony Rouff                           | Chevrolet Camaro    | 36  |
| 47              | GTU | 51  | John Goodspeed                | Tom Lawson John Goodspeed Robert Douglas       | Porsche 914/6       | 34  |
| 48              | GTU | 63  | Greg Gustafson                | Greg Gustafson Pete Halsmer Harry Worley       | Porsche 911         | 32  |
| 49              | GTX | 41  | Jones Ind. Racing             | Herb Jones Steve Faul                          | Chevrolet Camaro    | 32  |
| 50              | GTO | 31  | RSR Associates                | Tom Alan Marx Marc Rothman Michael Hammond     | Porsche Carrera RSR | 13  |
| 51              | GTU | 11  | Race Tech                     | Bobbee Nylander Gary Nylander                  | Porsche 911         | 13  |
| 52              | GTX | 3   | Jim Busby Racing              | Jim Busby Toine Hezemans                       | BMW 320i Turbo      | 8   |
| 53              | GTX | 13  | Hal Shaw Racing               | Hal Shaw Charles Moran Mike Brockman           | Porsche 935         | 6   |
| 54              | GTU | 22  | Cerwin-Vega                   | Rich Mandella Norm Ridgely Jeffrey Stephens    | Porsche 914/6       | 5   |
| 55              | GTU | 36  | Case Racing                   | Ron Case Tim Sharp                             | Porsche 911         | 1   |
| Nicht gestartet |     |     |                               |                                                |                     |     |
| 56              | GTX | 12  | Vasek Polak                   | Mandy Gonzalez John Morton                     | Porsche 935/77A     | 1   |
| 57              | GTO | 15  | Bavarian Motors International | Alf Gebhardt Bruno Beilcke                     | BMW 3.5 CSL         | 2   |
| 58              | GTX | 20  | Larry Stephans                | Larry Stephans                                 | Chevrolet Corvette  | 3   |
| 59              | GTU | 45  | Mike Perlin                   | Mike Perlin Ken McNicol                        | Porsche 911         | 4   |
| 60              | GTO | 66  | Joe Crevier                   | Joe Crevier Erich Laetsch Skeeter McKitterick  | Ferrari 365 GTB/4   | 5   |
| 61              | GTU | 78  | Anthony's Auto Craft          | Dave Burns Andy Scopazzi                       | Alfa Romeo GTV      | 6   |
| 62              | GTO | 88  | Crismark                      | Barry Maashoff Joe Korpiel Ted Maashoff        | Porsche 911         | 7   |
| 63              | GTX | 0T  | Interscope Racing             | Ted Filed Milt Minter                          | Porsche 935/79      | 8   |
| 64              | GTU | 83T | Electramotive                 | Don Devendorf Tony Adamowicz                   | Datsun 240Z         | 9   |
| 65              | GTU | 14  | Veloce Motors West            | David Vegher Tom Hines                         | Alfa Romeo GTV      | 10  |
| 66              | GTO | 75  | Patrick Pearson               | Patrick Pearson Ron Cortez                     | Ford Mustang        | 11  |

1 nicht gestartet
2 nicht gestartet
3 nicht gestartet
4 nicht gestartet
5 nicht gestartet
6 nicht gestartet
7 nicht gestartet
8 Trainingswagen
9 Trainingswagen
10 nicht qualifiziert
11 nicht qualifiziert

### Nur in der Meldeliste
Hier finden sich Teams, Fahrer und Fahrzeuge, die ursprünglich für das Rennen gemeldet waren, aber aus den unterschiedlichsten Gründen daran nicht teilnahmen.
| Pos. | Klasse | Nr. | Team             | Fahrer                             | Chassis            |
| ---- | ------ | --- | ---------------- | ---------------------------------- | ------------------ |
| 67   | GTX    | 40  | Bill Craine      | Bill Craine Ted Mathey             | Chevrolet Corvette |
| 68   | GTU    | 43  | Bob Gregg        | Bob Gregg Len Jones                | Porsche 911        |
| 69   | GTX    | 47  | Bill Shaw        | Bill Shaw Raul Cordoba Greg LaCava | Honda Civic        |
| 70   | GTX    | 76  | Arrow Racing     | Joe Chamberlain                    | Chevrolet Corvette |
| 71   | GTO    | 85  | Mark Pielsticker | Mark Pielsticker Dan Gallant       | Chevrolet Monza    |

### Klassensieger
| Klasse | Fahrer          | Fahrer           | Fahrzeug        | Platzierung im Gesamtklassement |
| ------ | --------------- | ---------------- | --------------- | ------------------------------- |
| GTX    | Don Whittington | Bill Whittington | Porsche 935/79  | Gesamtsieg                      |
| GTO    | Dave Cowart     | Kenper Miller    | Porsche Carrera | Rang 7                          |
| GTU    | Don Devendorf   | Tony Adamowicz   | Datsun 280ZX    | Rang 10                         |

### Renndaten
- Gemeldet: 71
- Gestartet: 55
- Gewertet: 29
- Rennklassen: 3
- Zuschauer: unbekannt
- Wetter am Renntag: warm und trocken
- Streckenlänge: 5,311 km
- Fahrzeit des Siegerteams: 6:01:27,247 Stunden
- Gesamtrunden des Siegerteams: 195
- Gesamtdistanz des Siegerteams: 1035,613 km
- Siegerschnitt: 171,909 km/h
- Pole Position: Peter Gregg – Porsche 935/79 (#59) = 189,680 km/h
- Schnellste Rennrunde: Peter Gregg – Porsche 935/79 (#59) – 1:43,870 = 184,067 km/h
- Rennserie: 4. Lauf zur IMSA-GT-Serie 1979
- Rennserie: 6. Lauf zur Sportwagen-Weltmeisterschaft 1979